# Хімічно пекулярна зоря зі зниженим вмістом гелію
Хімі́чно пекуля́рна зоря́ зі зни́женим вмі́стом ге́лію (англ. He-weak, CP4) — хімічно пекулярні зорі, у атмосфері яких спостерігається нестача гелію (He) у порівнянні з його вмістом в атмосфері Сонця.
За класифікацією хімічно пекулярних зір мають позначення CP4[джерело?].
За спектральною класифікацією зір належать до підкласів B5-B8 з послабленими лініями гелію. Пекулярність у цьому випадку пояснюється дією дифузії хімічних елементів з врахуванням зоряного вітру[джерело?].
Вміст хімічних елементів у атмосферах зір оцінюється з аналізу спектральних ліній поглинання із застосуваням моделі зоряних атмосфер.